# フォーラム平和・人権・環境
フォーラム平和・人権・環境とは、日本の市民団体。略称は平和フォーラム。この記事では、前身となる憲法擁護国民連合（護憲連合）についても記載する。

## 概要
平和運動や、部落解放運動をはじめとする人権運動、合成洗剤追放運動などの環境運動を中心に取り組んでいる。また、加盟組織の原水禁と共同で、核兵器廃絶運動や脱原発運動にも取り組んでいる。月に一回、機関紙「ニュースペーパー」を発行している。

## 歴史

### 護憲連合の結成
平和フォーラムの前身となる憲法擁護国民連合（護憲連合）は1955年の左右両派社会党の統合に先立ち、それまで社会党と同様に分立していた護憲団体を統合し、左社、右社、労農党、総評など144団体で1954年に結成された。また、結成大会には総評加盟の労働組合や宗教団体、市民団体など、136団体が招請団体として参加した。

### 社会党の統一と民社、新護憲の再分裂

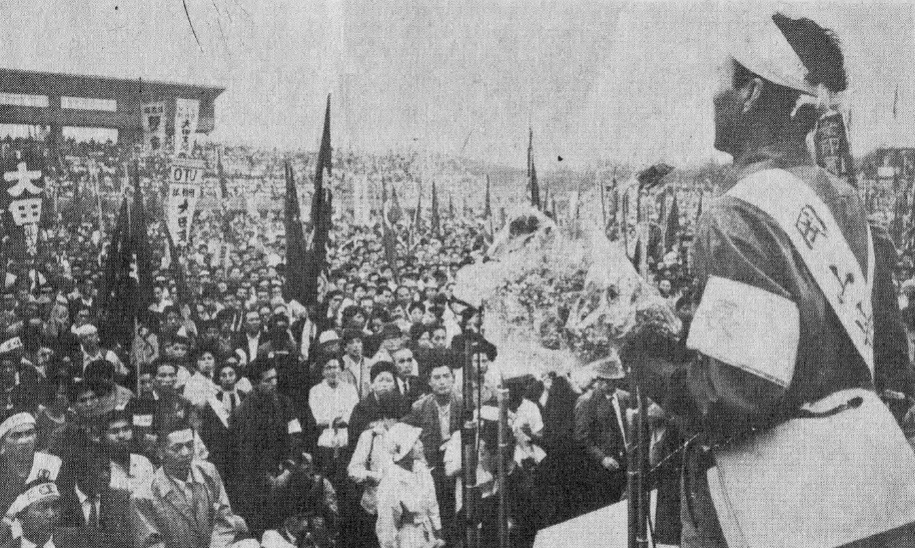
憲法擁護国民連合などが中心となり1964年に行われたデモ大会。

護憲連合の結成後、1955年に社会党が統一される。この年から砂川闘争が始まり、結成間もない護憲連合も東京地評などと協力して住民を支援した。1957年には労農党も社会党に合流することとなり、一旦は社会党系勢力は統一される。1959年から翌年にかけての安保闘争には護憲連合も積極的に取り組んだが、この安保闘争などを巡り、1960年に社会党から民社党が分裂した。護憲運動についても、民社党系は憲法擁護新国民会議（新護憲）を結成し護憲連合を離脱する。なお、新護憲はその後、論憲会議を経て、現在では改憲団体である創憲会議となっている。新護憲の分裂により日本の主な護憲団体は護憲連合、新護憲、憲法会議の3つとなった。

### 55年体制下での運動
新護憲の分裂後も、護憲連合は安定した組織を維持した。55年体制下では、護憲連合は、社会党を中心に革新勢力を支持した。また、各地の反戦闘争や、公害、反核運動に、総評や食とみどり、水を守る中央労農市民会議、原水禁などと共闘もし、取り組んだ。

### 平和フォーラムの発足
1980年代から90年代にかけて、共闘団体との間に統合の動きが広がり始めた。
1992年に、護憲連合は原水爆禁止日本国民会議（原水禁）との共同事務所を開設。1999年10月22日に護憲連合に食とみどり、水を守る中央労農市民会議が合流、原水禁が組織加盟する形で平和フォーラムとして統合された。
1980年代には労働運動でも統一の動きが広がり、1987年の連合の発足に伴い、従来のナショナルセンターである総評、同盟、中立労連、新産別は解散した。総評は解散後、総評センターを立ち上げ一部の運動を引き継いだが、そもそも総評センターの存在自体が一時的なものであるとされていたので、従来総評が中心となって行っていた運動は総評センターの解散後は平和フォーラムに引き継がれることになった。また、旧総評系の組合と新産別系の一部の組合が、これらの団体の解散後に平和フォーラムに直接加盟した。さらに、総評の下部組織であった県評や地区労の中には、解散せずに名称変更をして平和フォーラムの下部組織や、その中の労組を纏める組織となる所もあった。故に平和フォーラムやその地方組織が労働団体と見なされることもある。ただし、これらの労働団体に加盟していた組織であってもかつて総評に加盟していた情報労連など平和フォーラムに参加しなかった組合もある一方、連合に参加せず、全労協などに加盟した組合で平和フォーラムに参加する組合もある（国労、全国一般全国協など）。

### 政界の再編から現在
護憲連合との友好関係を築いてきた社会党は1996年に社会民主党へと名称を変え、そこから民主党が分裂した。平和フォーラムは社会党の流れを汲む両党との友好関係を築くこととなった。2015年に内閣が国会に提出した平和安全保障法案に対しては、戦争法案であるとして、戦争をさせない1000人委員会の中核となり、加盟している労働組合の多くがかつて袂を分かった経験のある全労連系の労働組合などとも一緒にこれに反対する運動に取り組んだ。また、この一連の運動からの市民と野党の共闘には積極的な立場であり、平和フォーラム参加労組の多くも野党共闘を推進する立場である。

## 政党との関係
加盟団体には立憲民主党、社民党などを支持する団体が多く、平和フォーラムもこれらの政党に対しては好意的な態度を示す場合が多い。また、沖縄県の地方組織である沖縄平和運動センターには、社民党沖縄県連の他、沖縄社会大衆党が加盟している。

## 加盟団体
- 全日本自治団体労働組合（自治労）
- 日本教職員組合（日教組）
- 日本私鉄労働組合総連合会（私鉄総連）
- 全農林労働組合（全農林）
- 全日本水道労働組合（全水道）
- 全日本森林林業木材関連産業労働組合連合会（森林労連）
- 全国自動車交通労働組合連合会（全自交労連）
- 日本放送労働組合（日放労）
- 政府関係法人労働組合連合（政労連）
- 全印刷局労働組合（全印刷）
- 国鉄労働組合（国労）
- 全日本港湾労働組合（全港湾）
- 全日本建設運輸連帯労働組合（全日建）
- 中小労組政策ネットワーク（中小ネット）
- 新産別運転者労働組合（新運転）
- 保健医療福祉労働組合協議会（ヘルスケア労協）
- 全石油ゼネラル石油労働組合（全石油ゼネラル石油労組）
- 全国コミュニティ・ユニオン連合会（全国ユニオン）
- 全オリジン労働組合協議会（オリジン労協）
- 全国一般労働組合全国協議会（全国一般全国協）
- 全日本農民組合連合会（全日農）
- 部落解放同盟
- I女性会議
- 移住者と連帯する全国ネットワーク（移住連）
- 日本社会主義青年同盟（社青同）
- 日本音楽協議会（日音協）
- 地方公務員退職者協議会（地公退）
- 総評退職者の会（総評OB会）
- 石油労組連絡会（石油労組連）
- 社会文化法律センター（社文センター）
- 日本消費者連盟（日消連）
- ユニオンネット平和センター（ユニオン平和）
- 全国労働安全衛生センター（全国安全センター）
- 原水爆禁止日本国民会議（原水禁）

## 地方組織
- 北海道平和運動フォーラム
- 青森県平和推進労働組合会議
- 平和環境岩手県センター
- 秋田県平和センター
- 宮城県護憲平和センター
- 山形県平和センター
- 福島県平和フォーラム
- 茨城平和擁護県民会議
- 栃木県平和運動センター
- 群馬県平和運動センター
- 埼玉県平和運動センター
- 護憲・原水禁千葉県実行委員会
- 東京平和運動センター
- 神奈川平和運動センター
- 新潟県平和運動センター
- 山梨県平和センター
- 富山県平和運動センター
- 石川県平和運動センター
- 長野県平和・人権・環境労働組合会議
- フォーラム岐阜
- 静岡県平和・国民運動センター
- あいち平和フォーラム
- フォーラム平和・三重
- 福井県平和環境人権センター
- 滋賀県民平和・人権運動センター
- 京都平和フォーラム
- 大阪平和人権センター
- フォーラム平和・人権・環境ひょうご
- 奈良平和フォーラム
- 和歌山県平和フォーラム
- 憲法擁護・平和・人権フォーラム鳥取県
- フォーラム平和・人権・環境しまね
- 岡山県平和・人権・環境労働組合会議
- 広島県平和運動センター
- 山口県平和運動フォーラム
- 平和と民主主義を擁護する香川県労働組合会議
- 徳島人権・平和運動センター
- 愛媛県平和運動センター
- 高知県平和運動センター
- 平和・人権・環境福岡県フォーラム
- 佐賀県平和運動センター
- 長崎県平和運動センター
- くまもと21・労組会議
- 大分県平和運動センター
- 宮崎県平和・人権・環境労働組合会議
- 鹿児島県護憲平和フォーラム
- 沖縄平和運動センター